# Gassenreuth
Gassenreuth ist ein Ort in der Gemeinde Triebel/Vogtl. im sächsischen Vogtlandkreis. Bei Gassenreuth liegt noch die Wüstung Schirtis.

## Geographie

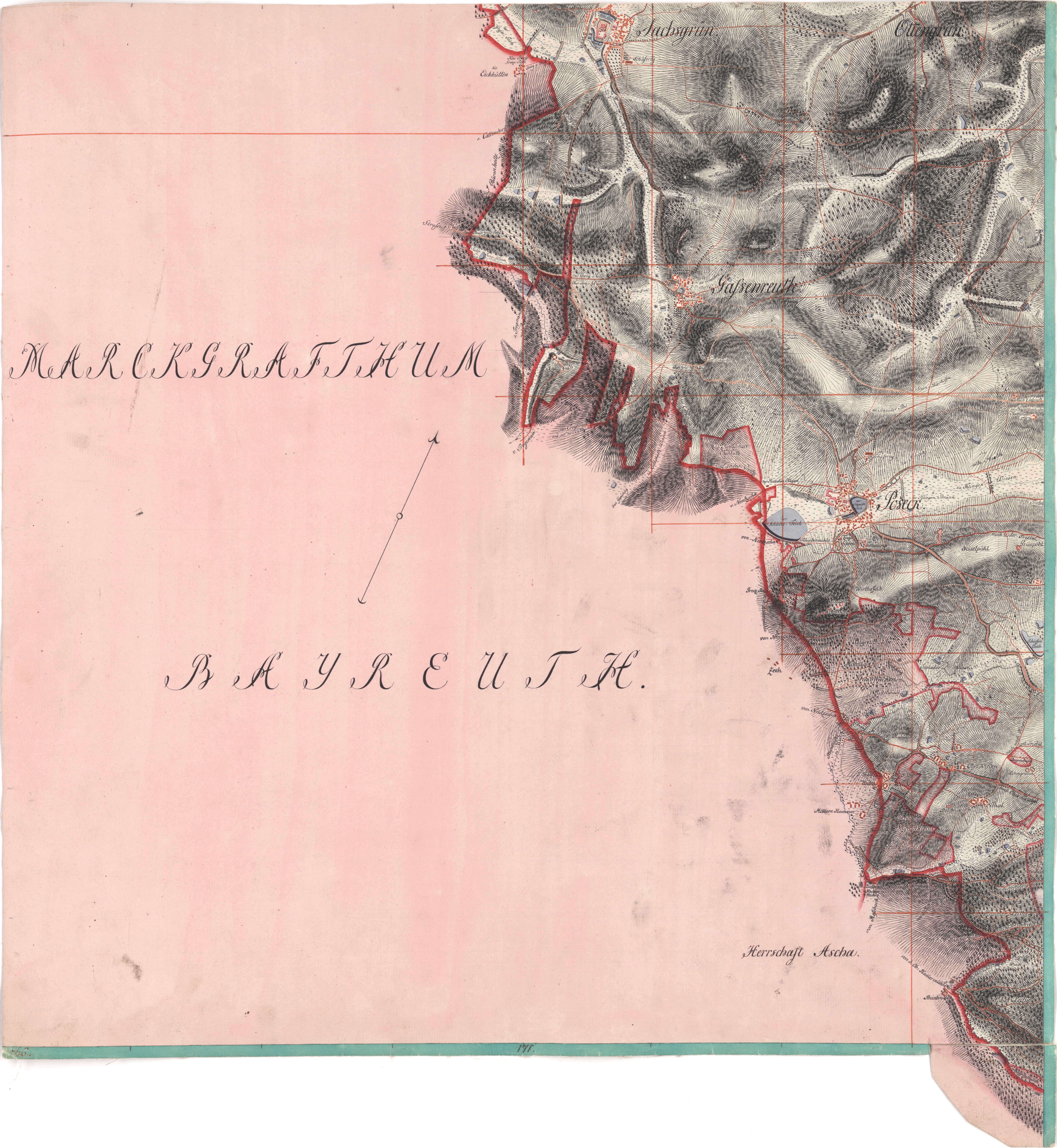
„Gasſenreuth“ auf einer chursächsischen Karte von 1793

Der Bauernweiler Gassenreuth liegt auf der Straße von Sachsgrün nach Posseck etwa 400 m von der sächsisch-bayerischen Grenze entfernt auf etwa 582 m im sächsischen Vogtland. Nächste fränkisch-vogtländischen Orte sind Nentschau und Trogenau in der Gemeinde Regnitzlosau. Südlich lag früher noch auf DDR-Seite Hasenreuth, das im Zuge der DDR-Grenzschutzmaßnahmen 1952 abgebrochen wurde. Gassenreuth wurde als Bauernweiler und in waldhufenähnlicher Block- und Streifenflur erbaut.

## Geschichte

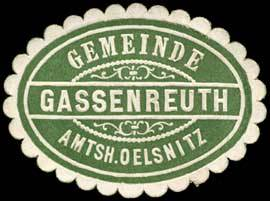
Siegelmarke der Gemeinde Gassenreuth in der Amtshauptmannschaft Oelsnitz

Gassenreuth wurde spätestens 1340 erstmals als Gassenreut erwähnt. Spätere Namensformen sind Garsynroyt (1378), Garßenrode (1413), Gassinroyt (1417), Garssenreut (1418), Garschenruth (1420–1440), Garssenrewdt (1467), Gaßenrewt (1470), Gorsenrewt (1477), Gawssenreut (1533), Garsenreutth (1557) und Gaßenreuth (1590).
1542 war der Ort anteilig den Rittergütern Posseck, Sachsgrün und Losa untertänig. 1606 und 1764 nur noch Sachsgrün. 1378 war der Ort dem castrum Wiedersberg zugehörig. Später gehörte das Gebiet zum Amt Voigtsberg im Vogtländischen Kreis und später zum Gerichtsamt, der Amtshauptmannschaft und dem (Land-)Kreis Oelsnitz, bis dieser im Vogtlandkreis aufging. 1957 wurde der Ort nach Sachsgrün eingemeindet, das seit 1993 zu Triebel gehört.
| Jahr          | 1542              | 1764                        | 1834 | 1871 | 1890 | 1910 | 1925 | 1939 | 1946 | 1950 | 2021 |
| ------------- | ----------------- | --------------------------- | ---- | ---- | ---- | ---- | ---- | ---- | ---- | ---- | ---- |
| Einwohnerzahl | 10 besessene Mann | 8 besessene Mann, 6 Gärtner | 114  | 125  | 114  | 96   | 99   | 74   | 98   | 88   | 28   |

1925 waren alle Einwohner Lutheraner.

## Wüstung Schirtis
Nahe Gassenreuth gibt es eine weitere Wüstung mit dem Namen Schirtis. Sie wurde 1420 – 40 als ein wustunge den Schirtiß genant erstmals erwähnt. Weitere Nennungen sind Schertas (1758) und Schertas Holz (1827).

## Belege
1. 1 2  Gassenreuth – HOV | ISGV. Abgerufen am 19. Dezember 2023.
2. ↑  Gemeinde Triebel - Home. Abgerufen am 19. Dezember 2023 (Für die Einwohnerzahl vom 31. August 2021.).